# زابووچیه (استان سیلسیان)
زابووچیه (به لهستانی:  Zabłocie) یک روستا در لهستان است که در گمینا سترومینگ واقع شده‌است. زابووچیه ۱۹٫۰۳ کیلومتر مربع مساحت و ۱٬۳۱۲ نفر جمعیت دارد.